# Giorgio Bombi
Giorgio Bombi, rojen Bombig, italijanski politik in odvetnik, * 5. julij 1852, Ruda, Avstro-Ogrska, † 15. september 1939, Gorica, Kraljevina Italija.